# Municipalità locale di Umvoti
Umvoti è una municipalità locale (in inglese Umvoti Local Municipality) appartenente alla municipalità distrettuale di Umzinyathi della provincia di KwaZulu-Natal in Sudafrica. 
In base al censimento del 2001 la sua popolazione è di 92.292 abitanti.
La sede amministrativa e legislativa è la città di Greytown e il suo territorio si estende su una superficie di 2.515 km² ed è suddiviso in 11 circoscrizioni elettorali (wards). Il suo codice di distretto è KZN245.

## Geografia fisica

### Confini
La municipalità locale di Umvoti confina a nord con quelle di Nkandla (UThungulu) e Msinga, a est con quella di Maphumulo (iLembe), a sud con quelle di Ndwedwe (iLembe) e uMshwathi (Umgungundlovu) e a ovest con quella di Mpofana (Umgungundlovu).

### Città e comuni
- Ahrens
- Amakhabela
- Bomvu
- Cele Nhlangwini
- Enhlalakahle
- Greytown
- Hlongwa
- Jameson's Drift
- Kranskop
- Mount Alida
- Muden
- Mgome
- Mthembu
- Ngcolosi
- Ntanzi
- Sevenoaks
- The Ranch

### Fiumi
- Hlimbitwa
- Loza
- Mamdleni
- Mfongosi
- Mlopheni
- Mooi
- Mpisi
- Mvoti
- Nadi
- Ngcaza
- Potspruit
- Tugela

### Dighe
- Merthley Dam